# Noyau du faisceau solitaire
Le noyau du faisceau solitaire (ou noyau gustatif) est un noyau sensoriel situé dans la moelle allongée.
Dans son centre passe le tractus solitaire.
Les cellules le long du SN sont disposées à peu près en fonction de la fonction. Par exemple, les cellules impliquées dans le goût sont situées dans la partie rostrale, tandis que celles recevant des informations des processus cardio-respiratoires et gastro-intestinaux se trouvent dans la partie caudale,.

## Voies afférentes
Le noyau du faisceau solitaire reçoit :
- Les informations gustatives du nerf facial via la corde du tympan (2/3 antérieur de la langue),du nerf glosso-pharyngien (1/3 postérieur) et du nerf vague (petite zone sur l'épiglotte),
- les informations des chimiomorécepteurs et des mécanorécepteurs de la voie afférente viscérale générale du corps carotidien via le nerf glosso-pharyngien et des organes de Zuckerkandls et du nœud sinusal via le nerf vague,
- les informations des chimiomorécepteurs et des mécanorécepteurs de la voie afférente viscérale générale (GVA) avec des terminaisons situées dans le cœur, les poumons, les voies respiratoires, le système gastro-intestinal, le pharynx et le foie via les nerfs glosso-pharyngien et vague.
- les informations de la cavité nasale, du palais mou et des cavités sinusales via le nerf facial[3].

Ces informations interviennent dans :
- le réflexe nauséeux,
- le réflexe du sinus carotidien,
- le réflexe aortique,
- le réflexe de la toux,
- les réflexes barorécepteur et chimiorécepteur,
- plusieurs réflexes respiratoires,
- plusieurs réflexes du système gastro-intestinal régulant la motilité et la sécrétion.

Les neurones qui transmettent des signaux de la paroi intestinale, de l'étirement des poumons et de la sécheresse des muqueuses innervent également le noyau du faisceau solitaire. Les premiers neurones centraux du noyau du faisceau solitaire peuvent participer à des réflexes autonomes simples.

## Voies efférentes
Le noyau du faisceau solitaire transmet des informations à un grand nombre d'autres régions du cerveau dont
- le noyau paraventriculaire de l'hypothalamus,
- le noyau central de l'amygdale,
- et d'autres noyaux du tronc cérébral (comme le locus coeruleus et d'autres noyaux viscéraux moteurs ou respiratoires)[4].

## Galerie

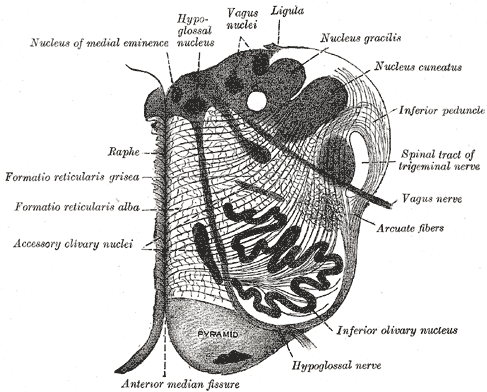
Section de la moelle allongée au milieu de l'olive.
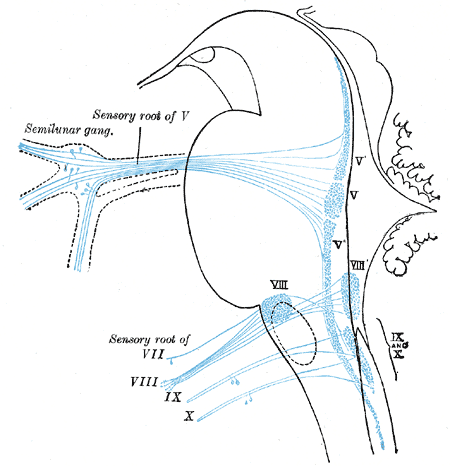
Noyaux terminaux primaires des nerfs crâniens afférents (sensitifs) représentés schématiquement ; vue latérale.